# Steenbreek (stripfiguur)
Steenbreek is een personage uit de Bommelsaga, geschreven en getekend door Marten Toonder. Hij verscheen voor het eerst in het verhaal De bovenbazen uit 1963.

## Achtergrond
Steenbreek treedt in het voetlicht als secretaris van de bovenbazen, met name zijn directe baas Amos W. Steinhacker. Hij is als zodanig de spreekbuis van dit geïsoleerde groepje grootondernemers naar de wereld der 'minvermogenden', vertegenwoordigd door de stad Rommeldam. Steenbreek werkt met onbeperkte volmacht. De Rommeldamse overheid is dan ook uit eigenbelang vaak bereid in te schikken. Heer Bommel daarentegen vormt, vooral vanwege zijn 'geld speelt geen rol'-mentaliteit, Steenbreeks grootste zorg en hij wordt dan ook meestal met een wantrouwend oog bezien en staat te boek als 'OBB'. Bij zijn eerste optreden in De bovenbazen wordt hij ontslagen door zijn baas. 
Omdat Steenbreek, die altijd bij de achternaam wordt aangesproken, zelf uiteindelijk tot de minvermogenden behoort, wordt zijn naam nooit afgekort, zoals bij de bovenbazen. In latere verhalen is Steenbreek naast secretaris ook ondernemer onder de paraplu van de bovenbazen.
Met een baas als 'Steinhacker' kan er inderdaad een product ontstaan dat als zijn secretaris luistert naar de naam 'Steenbreek'.